# Bufalo (zodiaco cinese)
Il Bufalo ( 牛 ) è uno dei 12 animali che appaiono nello Zodiaco cinese relativo al Calendario cinese. 
L'Anno del Bufalo è associato al simbolo della divisione dell'anno 丑. Nello zodiaco vietnamita, il Bufalo d'Acqua prende il posto del Bufalo.

Bufalo

## Gli anni e i Cinque Elementi
Le persone nate in questi periodi sono nate nell'"anno del Bufalo", aggiungendo il seguente segno elementale:
- 19 febbraio, 1901 - 7 febbraio, 1902: Metallo
- 6 febbraio, 1913 - 25 gennaio, 1914: Acqua
- 25 gennaio, 1925 - 12 febbraio, 1926: Legno
- 11 febbraio, 1937 - 30 gennaio, 1938: Fuoco
- 29 gennaio, 1949 - 16 febbraio, 1950: Terra
- 15 febbraio, 1961 - 4 febbraio, 1962: Metallo
- 3 febbraio, 1973 - 22 gennaio, 1974: Acqua
- 20 febbraio, 1985 - 8 febbraio, 1986: Legno
- 7 febbraio, 1997 - 28 gennaio, 1998: Fuoco
- 26 gennaio, 2009 - 14 febbraio, 2010: Terra
- 12 febbraio, 2021 - 2022: Metallo
- 2033 - 2034: Acqua

## Attributi
Il Bufalo è il segno della prosperità attraverso la forza d'animo e il duro lavoro. Questo potente segno ha le doti del capo, essendo piuttosto affidabile e possedendo un'innata abilità nell'ottenere grandi successi. È evidente che le persone di questo segno siano affidabili, calme e modeste. Come l'animale omonimo, il Bufalo è incredibilmente paziente, instancabile nel suo lavoro e capace di tollerare qualsiasi difficoltà senza lamentarsi.
I Bufali necessitano pace e silenzio per pensare, e quando si convincono di qualcosa è difficile far cambiare loro idea. Un Bufalo ha una mente logica ed è estremamente sistematico in qualsiasi cosa faccia, anche senza immaginazione. Queste persone parlano poco ma sono molto intelligenti. Se necessario, sono articolate ed eloquenti.
Le persone nate sotto l'influenza del Bufalo sono gentili, buone d'animo, logiche, positive, ricche di buon senso e con i piedi ben piantati a terra. La sicurezza è la loro prima preoccupazione di vita e sono preparati a lavorare a lungo e duramente per creare un nido accogliente, confortevole e stabile per loro e per la loro famiglia. Determinati, cocciuti, individualisti, la maggior parte di essi sono individui molto intelligenti che non accettano di sentirsi dire cosa debbano fare.
Il Bufalo lavora duramente, pazientemente e metodicamente, con intelligenza creativa e pensiero riflessivo. Queste persone amano aiutare gli altri. Dietro questo aspetto esteriore tenace, laborioso e abnegato, giace una mente attiva.
Il Bufalo non è stravagante e il pensiero di dipendere dalle carte di credito, o di essere in debito, lo rende nervoso. La possibilità di correre un serio rischio può causargli insonnia.
I Bufali sono onesti e sinceri e l'idea di avere a che fare con un mondo competitivo li ripugna. Sono raramente attirati dalla prospettiva di guadagnare denaro. Queste persone sono sempre le benvenute grazie alla pazienza e all'onestà che le caratterizza. Hanno molti amici, che apprezzano la loro prudenza sulle novità, sebbene talvolta possano essere incoraggiati a provare qualcosa di nuovo.
Va ricordato che i Bufali sono socievoli e rilassati quando si sentono sicuri, ma occasionalmente una nuvola nera incombe su queste persone e si impegnano in decine di problemi per trovarne una soluzione.

## Attributi tradizionali del Bufalo e associazioni
| Attributo                     | Attributo tradizionale del Bufalo e associazione                                             |
| ----------------------------- | -------------------------------------------------------------------------------------------- |
| Posizione nello Zodiaco       | 2                                                                                            |
| Ore dominanti                 | 1-3                                                                                          |
| Direzione                     | Nord-Nordest                                                                                 |
| Stagione e mese               | Inverno, gennaio                                                                             |
| Gemma                         | Onice                                                                                        |
| Colori                        | Giallo, Blu                                                                                  |
| Segno occidentale equivalente | Capricorno                                                                                   |
| Polarità                      | Yin                                                                                          |
| Elemento                      | Terra                                                                                        |
| Tratti positivi               | Responsabile, affidabile, onesto, altruista, onorevole, intelligente, industrioso, pratico   |
| Tratti negativi               | Meschino, inflessibile, possessivo, dogmatico, credulo, ostinato, intollerante, materialista |
| Stati                         | Svizzera, India, Cuba, Yemen, Finlandia                                                      |